# Crassula cremnophila
Crassula cremnophila là một loài thực vật có hoa trong họ Crassulaceae. Loài này được van Jaarsv. & A.E.van Wyk miêu tả khoa học đầu tiên năm 1999.